# Saint-Offenge
Saint-Offenge ist eine französische Gemeinde und Commune nouvelle mit 1.163 Einwohnern (Stand: 1. Januar 2022) im Département Savoie in der Region Auvergne-Rhône-Alpes. Sie gehört zum Arrondissement Chambéry und ist Mitglied im Gemeindeverband Communauté d’agglomération Grand Lac. Die neue Gemeinde entstand am 1. Januar 2015 durch Fusion von Saint-Offenge-Dessus und Saint-Offenge-Dessous, dabei wurde der letztgenannte Gemeindeteil ihr Hauptort.
Die Bewohner werden Saint-Offengeois und Saint-Offengeoises genannt.

## Geographie

### Lage
Saint-Offenge liegt auf 598 m, etwa 20 km nördlich der Präfektur Chambéry und 21 Kilometer südsüdwestlich der Stadt Annecy (Luftlinie). Die Gemeinde erstreckt sich im Alpenvorland an aussichtsreicher Lage auf einem Plateau am unteren Westabhang der Montagne de Bange (Teil des Massivs der Bauges), über dem Taleinschnitt eines kleinen Flusses, der Sierre.
Nachbargemeinden von Saint-Offenge sind Saint-Ours und Cusy im Norden, Arith und Saint-François-de-Sales im Osten, Les Déserts im Süden sowie Montcel und Entrelacs im Westen.

### Topographie
Die Fläche des 15,63 km² großen Gemeindegebiets umfasst einen Abschnitt des französischen Alpenvorlandes. Die westliche Grenze verläuft entlang der in ein Erosionstal eingeschnittenen Sierre, welche mit ihren Seitenbächen das Gebiet nach Westen zum Lac du Bourget entwässert. Vom Tal der Sierre erstreckt sich das Gemeindeareal ostwärts über einen sanft ansteigenden Hang auf das Plateau von Saint-Offenge-Dessous, das eine Moorfläche aufweist, und auf den mit Wiesland bestandenen Hang von Saint-Offenge-Dessus. Daran schließt sich ein immer steiler ansteigender, bewaldeter und teils von Felswänden unterbrochener Hang der Randkette Montagne de Bange des Massivs der Bauges an. Mit 1449 m wird auf der Höhe nördlich des Col de la Cochette die höchste Erhebung von Saint-Offenge erreicht. In einem langen schmalen Zipfel reicht der Gemeindeboden südwärts bis auf das Hochplateau des Mont Revard (1360 m). Die Gemeinde liegt innerhalb des Regionalen Naturparks Massif des Bauges (frz.: Parc naturel régional du Massif des Bauges).
Zu Saint-Offenge gehören neben den beiden Dörfern Saint-Offenge-Dessous und Saint-Offenge-Dessus auch verschiedene Weilersiedlungen und Gehöfte, darunter:
- Les Nantets (480 m) im Tal der Sierre
- La Plesse (585 m) auf dem Hochplateau von Saint-Offenge
- Le Croset (520 m) im Tal der Sierre
- Le Rocheret (600 m) am Westfuß der Montagne de Bange
- Les Huguets (690 m) am Westhang der Montagne de Bange
- Les Suavets (720 m) am Westhang der Montagne de Bange
- Cornat (750 m) am Westhang der Montagne de Bange über dem Tal der Sierre
- Les Combes (710 m) in der Talmulde der Sierre am Fuß der Montagne de Bange

## Geschichte
Erstmals urkundlich erwähnt wurde Saint-Offenge im 13. Jahrhundert. Der Ortsname geht auf die heilige Euphemia, Märtyrerin von Chalcedon (Stadt), zurück. Seit dem 14. Jahrhundert teilte sich der Ort in die beiden Kirchspiele Saint-Offenge-Dessous (das „-Dessous...“ entspricht bei deutschen Ortsnamen dem „Unter...“) und Saint-Offenge-Dessus („Ober...“) auf. Im Mittelalter gehörten beide Orte zur Herrschaft La Bâtie-d’Albanais.
Die Fusion der beiden nur 500 m entfernten Dörfer Saint-Offenge-Dessous und -Dessus zu einer neuen Gemeinde wurde im Oktober 2014 von den beiden Gemeinderäten beschlossen und trat zum 1. Januar 2015 in Kraft. Saint-Offenge-Dessous wurde der Hauptort der neuen Gemeinde (frz.: commune nouvelle).

## Sehenswürdigkeiten
Die Dorfkirche von Saint-Offenge-Dessous wurde im 19. Jahrhundert erbaut. Oberhalb von Le Croset steht eine Landkapelle. Die Dorfkirche von Saint-Offenge-Dessus wurde ab 1849 im Stil des sardischen Neoklassizismus errichtet.

## Bevölkerung
Mit 1163 Einwohnern (Stand 1. Januar 2022) gehört Saint-Offenge zu den kleinen Gemeinden des Département Savoie. Nachdem die Einwohnerzahl im 20. Jahrhundert rückläufig war, wurde seit Beginn der 1980er Jahre dank der Wohnlage vor allem im Gemeindeteil Saint-Offenge-Dessous wieder eine deutliche Bevölkerungszunahme verzeichnet.

## Wirtschaft und Infrastruktur
Die beiden Dörfer in Saint-Offenge waren bis weit ins 20. Jahrhundert hinein vorwiegend durch die Landwirtschaft geprägt. Daneben entwickelten sich in der letzten Zeit verschiedene Betriebe des lokalen Kleingewerbes. Mittlerweile hat sich das Dorf auch zu einer Wohngemeinde entwickelt. Viele Erwerbstätige sind Wegpendler, die in den größeren Ortschaften der Umgebung sowie im Raum Chambéry und Annecy ihrer Arbeit nachgehen.
Die Gemeinde liegt abseits der größeren Durchgangsstraßen. Die Hauptzufahrt erfolgt von der Departementsstraße D911, die von Grésy-sur-Aix nach Cusy führt. Weitere Straßenverbindungen bestehen mit Saint-Ours und Montcel. Der nächste Anschluss an die Autobahn A41 befindet sich in einer Entfernung von rund 10 Kilometern.